# Tűzvihar (film)
A Tűzvihar (Firestorm) 1998-ban bemutatott amerikai akció-thriller, melyet az Oscar-díjas Dean Semler rendezett. A film producere Thomas M. Hammel, zenéjét J. Peter Robinson szerezte. Az operatőri munkálatokat Stephen F. Windon vállalta. A főszerepben Howie Long, Scott Glenn, William Forsythe, valamint Suzy Amis látható.

## Történet
Jesse Gravesnek (Howie Long) rosszul indul a napja. Az ejtőernyős tűzoltónak meg kell mentenie a hatalmas erdőtűzben rekedt ornitológus Jennifert (Suzy Amis), és a fogva tartott embereket, akik Randall Alexander Shaye (William Forshythe), az elítélt gyilkos túszai. Hamarosan fény derül rá, hogy tűzoltóként álcázva ő okozta az óriási lángtengert, hogy visszaszerezze fosztogatott zsákmányát, harminchét millió dollárt.

## Szereposztás
| Karakter                | Színész          | Magyar hang          |
| ----------------------- | ---------------- | -------------------- |
| Jesse Graves            | Howie Long       | Csernák János        |
| Randall Alexander Shaye | William Forsythe | Barbinek Péter       |
| Packer                  | Barry Pepper     | Szokol Péter         |
| Wynt                    | Scott Glenn      | Végvári Tamás        |
| Jennifer                | Suzy Amis        | Györgyi Anna         |
| Sheriff Garrett         | Deryl Hayes      | Csík Csaba Krisztián |
| Karge                   | Vladimir Kulich  | Bognár Zsolt         |

## Megjelenés
Az Egyesült Államokban 1998. január 9-én mutatták be a mozikban. A Tűzvihar Magyarországon 1998-ban jelent meg a videotékákban VHS-en az InterCom forgalmazásában.

## Kritikai fogadtatás
- A Rotten Tomatoes oldalon a film 6377 értékelési kritérium alapján 27%-os minősítést kapott.[2]
- Az IMDb filmadatbázison 4.7 ponton állt 2018 novemberében.[2]